# 日浦孝則
日浦 孝則（ひうら たかのり、1960年1月17日 - ）は、日本のシンガーソングライター。広島県東広島市出身。インディーズレーベルPaperisland Records所属。元classのメンバー。

## 経歴
広島県東広島市安芸津町風早にある大芝島で蜜柑栽培などを営む兼業農家に生まれ育つ。
少年期にフォークソングブームの洗礼を浴び、吉田拓郎に憧れる。二光の通信販売でギターを購入してコピーを始めた。広島県立呉三津田高等学校入学後、ロックに傾倒、アコースティック・ギターからエレキギターに持ち替えてロックバンドを結成し、洋楽のコピーなどを演奏していた。高校卒業後、京都の立命館大学理工学部電気工学科に進学。19歳の時、高校の後輩に誘われ吉田拓郎の篠島のコンサートに行く。5日前に島に行き1番乗りかと勇んだが、整理番号は29番でショックを受けた。このコンサートのドキュメンタリーフィルム（2009年11月25日に「'79 篠島アイランドコンサート」としてリリース）にLARKのTシャツを着て出ている。コンサートに感激し日本語の歌を作ろうと決意した。ヤマハポピュラーソングコンテストなど多くのコンテストに出場し25歳で上京。
1987年、テイチクよりソロ・デビュー。シングル2枚とアルバム3枚リリース。シングルはどちらともタイアップがつくも大きなヒットには繋がらなかった。再びアマチュアに戻り、コンピュータ会社に就職。会社員をしながらレコード会社に売り込みを続ける。
1993年4月、ツインボーカルデュオ「class」として33歳再でデビュー。デビュー曲『夏の日の1993』が大ヒット。以降シングル7枚、アルバム6枚をリリース。1996年の解散後は再びソロとして活動の他、作曲家として横浜ベイスターズ応援歌「勝利の輝き」などを手掛けた。
2003年夏に「class」を再結成し活動していたが、2008年4月に脱退した。新聞には「家庭の事情で脱退」と書かれていたが、これについては本人が公式サイトにて否定しており、また「脱退」という表現についても「解散したグループだから、抜けるってことは無理でしょ?」と述べ、再結成は同窓会的なものであり恒久的な正式なものではなかったという趣旨の発言をしている。
2008年、Vanilla Sky Recordsでの活動を開始。2009年、ライブツアーやアルバム『心のベル』のリリースなどを行う。また、この年から毎年ライブツアーのDVDを制作している。
2010年、アルバム『俺達がいたあの夏』をリリース。それに伴いライブツアーを行う（以降、アルバムリリースごとにライブツアーを行っている）。
2011年、アルバム『 SEA OF LOVE』をリリース。
2012年現在ニコニコ生放送にてコミュニティを作成（co416264）。ライブ配信を随時行っている。アルバム『コーヒーがりがり』をリリース。また、アルバムタイトルに因んで、オリジナルブレンドコーヒーを作成。ライブ等で販売された。
2013年、アルバム『人生は鯨のようなもの』をリリース。
2014年、アルバム『風の中で 〜Blowing In The Wind〜』をリリース。
2015年、アルバム『風の駅』をリリース。
2016年、アルバム『CIRCLE OF LIFE』をリリース。
2017年、classの「夏の日の1993」「もう君を離さない」を含む30周年記念ベスト・アルバム『月と星、僕と君 30th anniversary Takanori Hiura BEST ALBUM』をリリース。新録音の表題曲、2009年から2016年までの楽曲の中から、ファンのアンケートによる人気上位曲を厳選して収録された。

## ディスコグラフィー

### シングル
- スロウダンス／STATION（1987年4月21日）EPのみ（CE-87）
- 君よ綺麗になれ／Return Flight（1988年2月21日）
  - CDS:10CH-5,SC:10SV-5,S:07CV-5
  - CDミニアルバム:15CH-13（1. 君よ綺麗になれ、2. ANGEL、3. 25時の雨、4. もうやめた）
- My Dear One（1998年10月23日）
- #My Dear One
- #YOU and ME（with 井上武英）
- #愛にはぐれないように
- #My Dear One（オリジナルカラオケ）

### アルバム
- BELIEVE（1987年5月21日）
- BORN（1988年1月21日）
- Because of you（1988年10月21日）
- Island（2006年4月19日）
- 心のベル（2009年8月5日）
- 俺達がいたあの夏（2010年8月4日）
- SEA OF LOVE（2011年8月10日） ※1曲目に全パートを日浦が歌った「夏の日の1993」が収録されている。
- コーヒーがりがり（2012年7月6日）
- 人生は鯨のようなもの（2013年7月5日）
- 風の中で 〜Blowing In The Wind〜（2014年7月4日）
- 風の駅（2015年7月3日）
- CIRCLE OF LIFE（2016年7月8日）
- 月と星、僕と君 30th anniversary Takanori Hiura BEST ALBUM（2017年7月1日）

### オムニバス
- 「君よ綺麗になれ」収録
  - 青春ドリーマーズ4（2003年2月21日）
  - 忍者 グレイテスト・ヒッツ（2004年12月16日）
- 「勝利の輝き」収録
  - がんばれ 横浜ベイスターズ（1997年9月19日）
  - 横浜ベイスターズ'98 選手別応援歌（1998/4/1）
  - 横浜ベイスターズ オフィシャル優勝記念CD VIVA YOKOHAMA（1998年10月18日）
  - VIVA!横浜ベイスターズ（1998年12月2日）
  - 横浜ベイスターズ セ・リーグ、日本シリーズ 優勝記念CD＆佐々木ゴールデンアームキーホルダー（1998年12月2日）
  - 横浜ベイスターズ'99 選手別応援歌（1999年3月17日）
  - 横浜ベイスターズ選手別応援歌2001（2001年3月14日）
  - 横浜ベイスターズ選手別応援歌2002（2002年6月19日）
  - 横浜ベイスターズ選手別応援歌2003（2003年4月16日）
  - BayStars Jump〜横浜ベイスターズ・オフィシャルソング SPECIAL EDITION〜（2004年4月7日）

## タイアップ
| 曲名           | タイアップ                                                                             |
| -------------- | -------------------------------------------------------------------------------------- |
| スロウダンス   | メルシャンワイン「メルシャン・モーゼル」『あなたのワインの第2章 篇』CMソング（1988年） |
| 君よ綺麗になれ | テレビドラマ『隠密・奥の細道』（1988年10月14日 - 1989年3月31日、テレビ東京）主題歌     |

## 楽曲提供
- 時任三郎「五月の風」作曲
- M-onederful「One More Wonderful」作詞
- Vシネマ「餌食 淫らな聖女」BGM作曲

## 出演

### 配信
- 日浦孝則 生ライブ！LIVE 2525（2010年10月24日 - 2014年11月6日、ニコニコ生放送） - Vol.100まで

### テレビ
- ぽかぽか（2024年12月19日、フジテレビ）[4][5]